# رابيو علي
رابيو علي (بالإنجليزية: Rabiu Ali)‏ هو لاعب كرة قدم نيجيري في مركز الوسط، ولد في 27 سبتمبر 1980 في نيجيريا. شارك مع منتخب نيجيريا لكرة القدم. أما مع النوادي، فقد لعب مع كانو بيلارس.

## وصلات خارجية
- رابيو علي على موقع Soccerway.com (الإنجليزية)